# Тригонометрия-2
«Тригонометрия-2» — концертный акустический альбом российской рок-группы Ночные снайперы, выпущенный в 2005 году фирмой Real Records. Двойной альбом, представляющий собой запись акустического концерта группы во МХАТе 26 мая 2005 года.

## Об альбоме
Толчком к записи и изданию альбома послужил коммерческий успех первой части акустической дилогии. «История началась в 2003-м, когда мы сыграли во МХАТе концерт акустический, записали его, выпустили, и он вдруг разошёлся немереным тиражом, но не все вошло в пластинку, и нас попросили выпустить вторую „Тригонометрию“», — говорила о создании альбома лидер группы, Диана Арбенина. Оставшийся материал для реализации певице не понравился и было решено сыграть специальный концерт во МХАТе с необходимой акустической программой. Во многом она повторяла предыдущую, добавились старые, редко исполняемые песни. Также в спетом материале был представлен новый альбом SMS.
Первая часть концерта содержит сольные исполнения Дианой Арбениной под акустическую гитару и рояль. Во второй части к ней присоединяется вся группа.
Помимо CD-версии альбома была издана видеоверсия концерта на DVD c включённой видеографией группы из 11 клипов.

## Критика
Негативно воспринял пластинку Евгений Phil Трифонов, обозреватель журнала Fuzz. По его мнению вторая «Тригонометрия» во многом (за исключением добавленного рояля) повторяет предшественницу и в плане исполнения, и в плане материала. Также он негативно отмечает неизменность по отношению к альбомным версиям многих перепетых песен. С другой стороны журналист выделяет и положительные моменты: 
Сказать, что выстрел на этот раз холостой, все же нельзя. Сама музыка местами очень чувственная, нежная и красивая, а про плюсы первой «Тригонометрии» уже было сказано. Но вот второй её частью Снайперы выстрелили куда-то в небо: у преданных поклонников почти весь этот материал и так уже есть, а новичкам лучше начинать знакомство с номерных альбомов, и для кого записаны диски, не совсем ясно.
Сошлись в резко отрицательных оценках и рецензенты портала InterMedia. Рита Скитер охарактеризовала альбом как «полтора часа интимных бесед, понятных только посвященным, и довольно бесцветных песен под минимальное инструментальное сопровождение». Алексей Мажаев добавляет, что концерт стал поинтересней с присоединением остальных участников группы. Также это отмечает Екатерина Борисова, обозреватель Fuzz, пишущая о некоторой однообразности спетого сольного материала, которая сходит на нет при подключении остальной команды.

## Список композиций
Слова и музыка всех песен — Дианы Арбениной, кроме №7 (диск 1) — слова Иосифа Бродского и №12 (диск 1) — слова Яшки Казановы.
| №                   | Название             | Длительность |
| ------------------- | -------------------- | ------------ |
| 1.                  | «Опасное лето»       | 3:16         |
| 2.                  | «Травы»              | 3:15         |
| 3.                  | «Тайна»              | 3:16         |
| 4.                  | «Paris»              | 1:46         |
| 5.                  | «Солнце»             | 3:11         |
| 6.                  | «Ugo 2»              | 3:08         |
| 7.                  | «Бродский»           | 2:13         |
| 8.                  | «Она выпускает змей» | 5:24         |
| 9.                  | «Актриса»            | 3:06         |
| 10.                 | «Автоблюз»           | 3:04         |
| 11.                 | «Редкая птица»       | 3:18         |
| 12.                 | «Полчаса»            | 4:32         |
| 13.                 | «Алмазный британец»  | 3:19         |
| 14.                 | «Рулетка»            | 3:45         |
| Общая длительность: | Общая длительность:  | 46:33        |

| №                   | Название                  | Длительность |
| ------------------- | ------------------------- | ------------ |
| 1.                  | «Граница»                 | 4:51         |
| 2.                  | «Асфальт»                 | 3:33         |
| 3.                  | «Только ты»               | 3:51         |
| 4.                  | «Крым»                    | 3:42         |
| 5.                  | «100лица»                 | 5:45         |
| 6.                  | «Москва — Питер — Москва» | 5:01         |
| 7.                  | «Сенберы»                 | 4:03         |
| 8.                  | «Paint»                   | 2:56         |
| 9.                  | «Бу-бу»                   | 4:05         |
| 10.                 | «Куба»                    | 2:56         |
| 11.                 | «Розы»                    | 3:40         |
| 12.                 | «Где ты?!!»               | 3:24         |
| 13.                 | «Катастрофа»              | 4:16         |
| Общая длительность: | Общая длительность:       | 52:03        |

В треке №12 (диск 2) во вступлении перепета песня группы «Eurythmics» «Sweet Dreams»; авторы слов – Энни Леннокс и Дэйв Стюарт.

## Участники записи
- Диана Арбенина — вокал, акустическая гитара, рояль[3]
- Игорь Бойко — акустическая гитара
- Фёдор Васильев — бас-гитара
- Митя Горелов — барабаны, треугольник
- Айрат Садыков — рояль